# Żukowka (Kraj Krasnojarski)
Żukowka (ros. Жуковка) – wieś (sieło) w Rosji, w Kraju Krasnojarskim, w rejonie kozulskim. W 2021 liczyła 421 mieszkańców.